# 산투스 마이토
산투스 마이토(일본어: 三渡洲 舞人, 1992년 11월 28일 ~ )는 일본의 축구 선수이다.

## 구단 경력
도쿄 베르디에서 활동하였다.